# Perdita otiosa
Perdita otiosa är en biart som beskrevs av Timberlake 1971. Perdita otiosa ingår i släktet Perdita och familjen grävbin. Inga underarter finns listade i Catalogue of Life.